# Professor Layton vs. Phoenix Wright: Ace Attorney
Professor Layton vs. Phoenix Wright: Ace Attorney is een puzzel- en avonturenspel, voor het eerst uitgebracht in Japan in november 2012. Tevens is het een cross-over van de Professor Layton- en Ace Attorney-serie. Het spel is uiteindelijk in Europa uitgekomen op 28 maart 2014.

## Gameplay
In dit spel moet de speler zijn Layton-puzzelvaardigheid samenvoegen met zijn potentie in de rechtbank. Professor Layton en Phoenix Wright ontmoeten elkaar in dit computerspel, en moeten samen met Luke en Maya een mysterie in en om de rechtszaal oplossen. De schurk in dit spel is een verhalenschrijver, wiens verhalen echt uitkomen.

## Personages
| Naam                     | Stemacteur      | Stemacteur               | Stemacteur          |
| Naam                     | Japanse         | Amerikaanse              | Nederlandse         |
| ------------------------ | --------------- | ------------------------ | ------------------- |
| Professor Hershel Layton | Yo Oizumi       | Christopher Robin Miller | Jan Elbertse        |
| Luke Triton              | Maki Horikita   | Maria Darling            | Christa Lips        |
| Phoenix Wright           | Hiroki Narimiya | Trevor White             | Alexander de Bruijn |
| Maya Fey                 | Mirei Kiritani  | Samantha Dakin           | Peggy Vrijens       |
| Maeve Cantabella         | Aoi Yuki        | Joanna Ruiz              | Lizemijn Libgott    |
| Heer Alistair Burnham    | Mamoru Miyano   | Mark Healy               |                     |
| De Verteller             | Masashi Hirose  | Robert Ashby             | Just Meijer         |
| Hooginquisiteur Darvell  | Toa Yukinari    | Jo Wyatt                 | Marjolein Algera    |